# Ferrisaurus

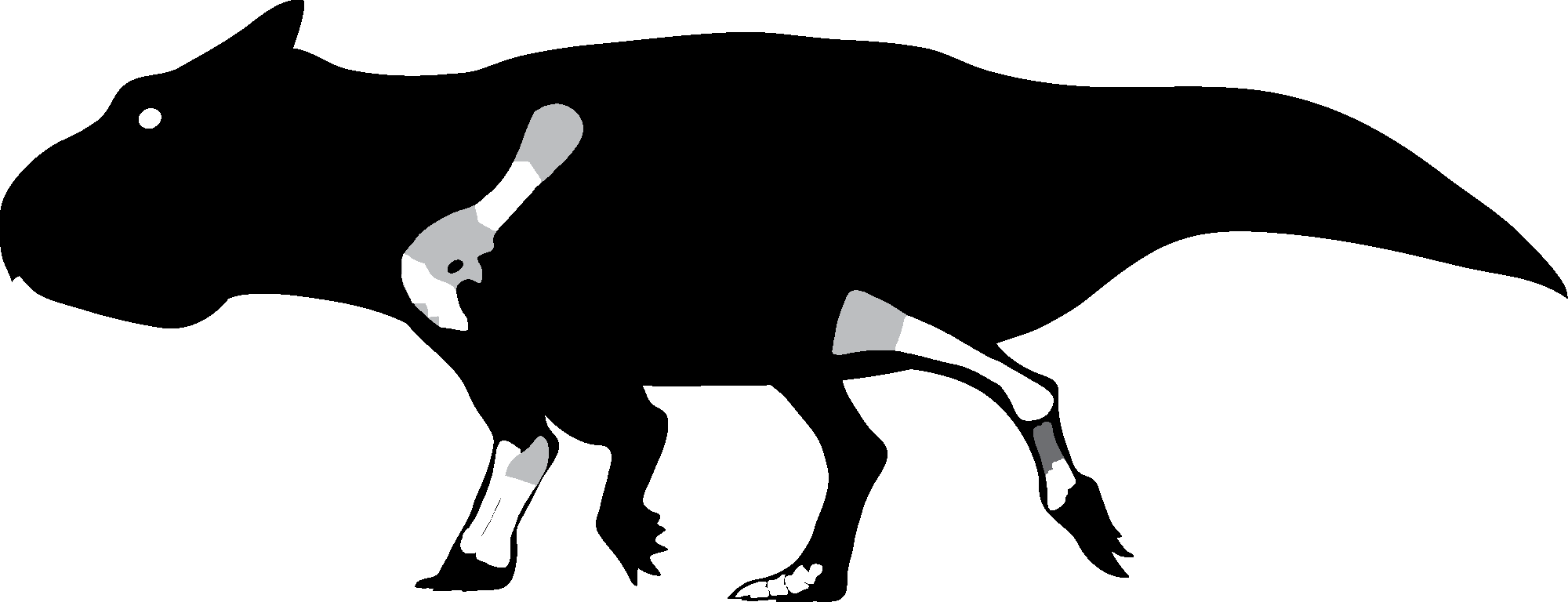
Скелетна діаграма з відомими фрагментами позначеними білим

Ferrisaurus — рід динозаврів з родини Leptoceratopsidae. Існував у маастрихтському віці, близько 68,2–67,2 млн років тому. Як і всі Leptoceratopsidae, це були відносно невеликі чотириногі рослиноїдні. Розмірами, як великі особини Leptoceratops і Cerasinops (близько 2,5 м).
Рештки фрагментарного скелета знайдені на території Канади. Описано один вид — Ferrisaurus sustutensis.